# Bandeira de Nashville (Tennessee)

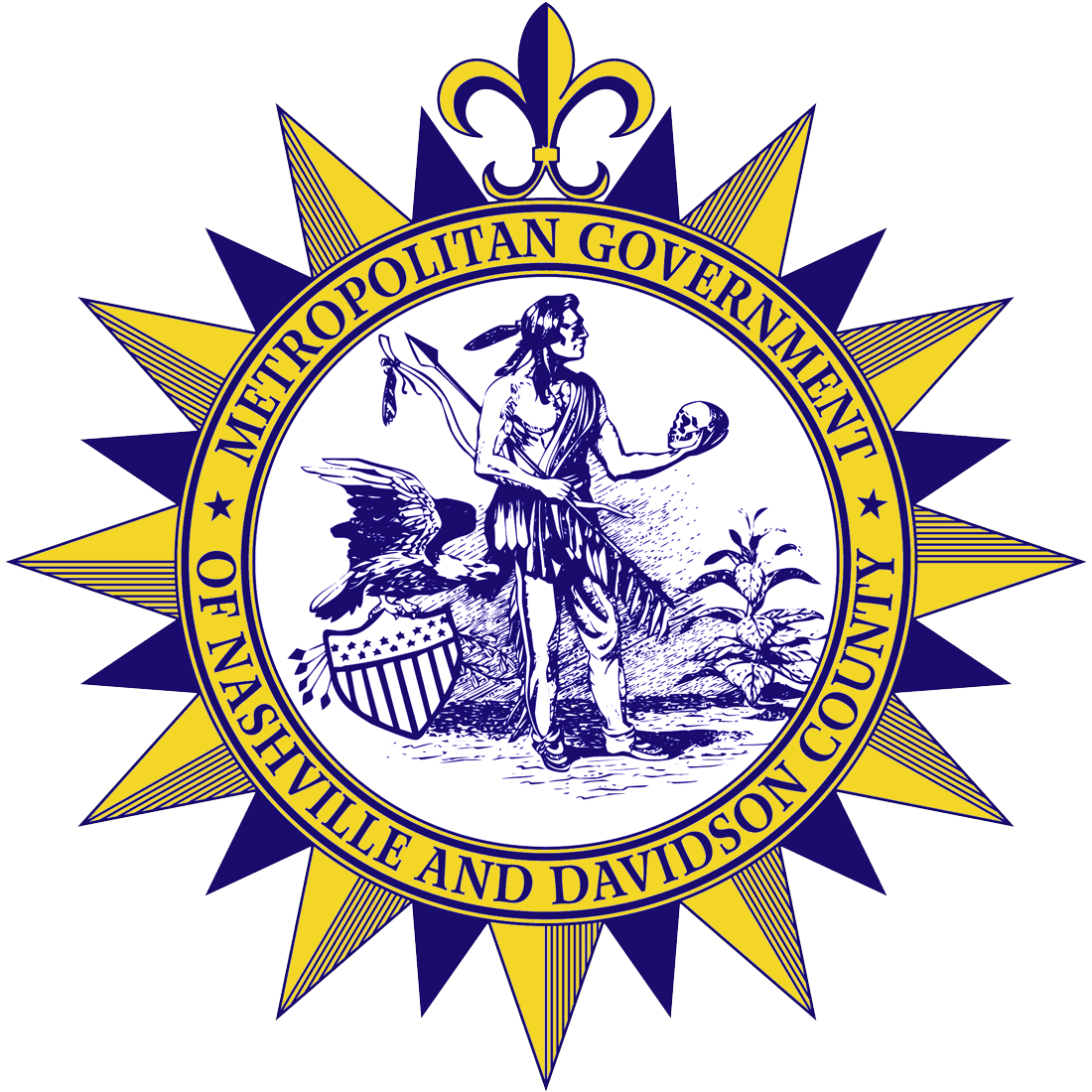
Selo de Nashville

A bandeira de Nashville (Tennessee) consiste no selo da cidade num disco branco rodeado de um campo de azul com uma faixa dourada no batente. O azul representa a coragem e a convicção dos líderes da cidade através da história, enquanto que o dourado denota a riqueza da terra e dos recursos da cidade.

## Historia
A bandeira foi adoptada em Dezembro de 1963 quando o governo de Nashville e o Condado de Davidson se fundiram. Em 4 de Agosto de 1964, a bandeira foi apresentada numa cerimónia oficial. A bandeira segue o modelo da bandeira estadual do Tennessee.
O selo apresenta um Nativo Americano segurando um crânio perto de uma plantação de tabaco, uma águia, e um escudo em forma de emblema decorado ao estilo da Bandeira dos Estados Unidos. Crê-se que o nativo americano representado seja Oconostota, antigo chefe dos Cherokees de 1775 a 1780, a enterrar um crânio para assinalar um tratado de paz acordado com o general James Robertson. Provavelmente mostra a cessão de território pelos Cherokees à Associação Watauga, um grupo de colonos que atravessaram as Apalaches vindos da Carolina do Norte.
A versão de jure da bandeira incluía um selo monocromático, enquanto que a bandeira actual apresenta-se somente em cor. Também foi acrescentado à bandeira uma barra branca fina a separar o campo  azul da faixa amarela.
Antes da consolidação, a bandeira consistia de uma estrela azul num fundo vermelho sobrepostos por duas barras brancas cruzadas. A estrela azul era rodeada por ramos de oliveira, localizados sobre a letra N (de Nashville). Foi desenhada por Harville H. Duncan e adoptada pelo Conselho da Cidade depois de 1952.